# Петрова Ніна Павлівна
Ніна Павлівна Петрова (рос. Нина Павловна Петрова; 27 червня 1893 — 1 травня 1945) — радянський військовик, в роки Другої світової війни — командир відділення снайперів 284-го стрілецького полку 86-ї стрілецької дивізії, старшина.
Одна з чотирьох жінок — повних кавалерів ордена Слави.

## Життєпис
Народилася в місті Оранієнбаум Санкт-Петербурзького повіту Санкт-Петербурзької губернії Російської імперії (нині — Ленінградська область Росії) в родині морського офіцера. Росіянка. Закінчила комерційне училище. Працювала рахівником, машиністкою, бібліотекарем, бухгалтером.
У 1932 році закінчила спеціальні курси й стала викладачем фізкультури. Працювала інструктором з воєнізованих видів спорту ДСТ «Спартак», методистом ДСТ «Схід» при Ленпромгоспі. Брала участь в радянсько-фінській війні 1939—1940 років.
Учасник німецько-радянської війни з 1941 року. Воювала на Ленінградському, 3-му Прибалтійському та 2-му Білоруському фронтах. Член ВКП(б) з 1942 року.
Як інструктор зі снайпінгу навчального батальйону 284-го стрілецького полку, старший сержант Н. П. петрова до квітня 1943 року підготувала понад 100 відмінних стрільців. Всього ж до лютого 1945 року нею було підготовлено і навчено на снайперів 512 бійців.
У боях на території Ленінградської області командир відділення снайперів 284-го стрілецького полку старшина Н. П. Петрова лише 16 січня 1944 року знищила зі своєї снайперської гвинтівки 11 солдатів і офіцерів супротивника. Під час «вільного полювання» в районі Зарудин знищила ще 5 ворожих солдатів. Всього ж за час боїв з 15 січня по 2 березня 1944 року старшина Петрова записала на свій рахунок 23-х солдатів і офіцерів супротивника.
Увесь час перебувала в передніх рядах наступаючих військ. З часу нагородження орденом Слави 3-го ступеня збільшила свій особистий рахунок знищених солдатів і офіцерів ворога на 12 осіб.
Під час боїв за місто Ельбінг (Польща) знищила зі своєї снайперської гвинтівки 32 солдатів і офіцерів супротивника, довівши свій особистий рахунок до 100.
У березневих боях за височину 141.7 вела вогонь зі снайперської гвинтівки по супротивнику, що контратакував, особисто знищивши 15 німецьких солдатів. Першою піднялась в атаку на височину, де полонила 3-х ворожих солдатів.
1 травня 1945 року поблизу міста Штеттін (нині — Щецин, Польща) загинула в автомобільній катастрофі. Вантажівка, в якій вона їхала, у темряві злетіла з розбитого пролету мосту. Похована у братній могилі разом з іншими загиблими в цій аварії бійцями на правому березі річки Вест-Одер на південній околиці міста Грейфенхаген Грифінського повіту Західнопоморського воєводства Польщі.

## Нагороди
- орден Вітчизняної війни 2-го ступеня (02.04.1945).
- орден Слави 1-го ступеня (29.06.1945).
- орден Слави 2-го ступеня (20.08.1944).
- орден Слави 3-го ступеня (02.03.1944).
- медаль «За бойові заслуги» (11.04.1943).
- медаль «За оборону Ленінграда» (22.12.1942).
- Нагородна зброя 7,62-мм снайперська гвинтівка (березень 1945).